# Nikolaj Znaider
Nikolaj Znaider (ur. 5 lipca 1975 w Kopenhadze) – duński skrzypek, kameralista i dyrygent o korzeniach polsko-żydowskich.
Ojciec początkowo wyemigrował z Polski do Izraela, a rodzina matki osiadła w Danii przed II wojną światową. 
W dorobku artysty jest kierowanie m.in. London Symphony Orchestra, Sächsische Staatskapelle Dresden, orkiestrą Filharmonii Monachijskiej, Koninklijk Concertgebouworkest, Narodową Orkiestrą Rosji i orkiestrą Teatru Maryjskiego w Petersburgu (był tam pierwszym dyrygentem gościnnym). Jako solista występował pod batutą m.in. Daniela Barenboima, czy Walerija Giergijewa. W dyskografii artysty znajdują się płyty z m.in. koncertami skrzypcowymi Johannesa Brahmsa i Ericha Wolfganga Korngolda nagrane wespół z Filharmonikami Wiedeńskimi. W sezonie 2016/2017 był rezydentem Filharmonii Poznańskiej.